# Ludovic Obraniak
Ludovic Obraniak (Longeville-lès-Metz, 10 de novembro de 1984) é um ex-futebolista polaco nascido em França. O último clube aonde ele jogou foi no AJ Auxerre.[carece de fontes?]

## Títulos
Metz
- Copa Gambardella: 2001
- Ligue 2: 2006-07

Lille
- Ligue 1: 2010-11
- Copa da França: 2010-11

Bordeaux
- Copa da França: 2012-13